# Kaupo Kaljuste
Kaupo Kaljuste (* 15. Dezember 1981 in Tallinn, Estnische SSR) ist ein ehemaliger estnischer Eishockeyspieler, der zuletzt bis 2013 bei den Kongsvinger Knights in der norwegischen 1. divisjon, der zweithöchsten Spielklasse des skandinavischen Landes unter Vertrag stand.

## Karriere
Kaljuste begann seine Karriere als Eishockeyspieler in der Nachwuchsabteilung des finnischen Klubs Nokian Pyry. 2002 kehrte er in seine estnische Heimat zurück und debütierte für den HK Karud in der Meistriliiga, wo er auf Anhieb Topscorer unter den Abwehrspielern der Liga wurde. Von 2003 bis 2006 spielte er für den HC Panter aus seiner Geburtsstadt Tallinn, mit dem er 2004 estnischer Meister wurde. Diesen Erfolg konnte er 2007 mit den Tallinn Stars wiederholen. Anschließend spielte er im schnellen Wechsel in Großbritannien, den Niederlanden, Weißrussland, Frankreich, Finnland, Polen und Rumänien, bevor er 2011 zu den Kongsvinger Knights in die norwegische 1. divisjon, die zweithöchste Spielklasse des skandinavischen Landes, wechselte. Dort beendete er 2013 seine Karriere.

### International
Im Juniorenbereich nahm Kaljuste für Estland an der U20-Weltmeisterschaft der Division II 2001 teil, bei der er mit den Esten den Abstieg in die Division III hinnehmen musste.
Mit der Herren-Nationalmannschaft spielte er bei den Weltmeisterschaften der Division I 2003, 2004, als er Topscorer unter den Abwehrspielern des Turniers wurde, 2005, 2006, 2007, 2008 und 2011 sowie der Division II 2009, 2010 und 2012 teil. Zudem vertrat er seine Farben bei den Qualifikationsturnieren für die Olympischen Winterspiele 2006 in Turin und 2010 in Vancouver.

## Erfolge und Auszeichnungen
- 2003 Topscorer unter den Abwehrspielern der Meistriliiga
- 2004 Estnischer Meister mit dem HC Panter
- 2007 Estnischer Meister mit den Tallinn Stars
- 2010 Aufstieg in die Division I, Gruppe B, bei der Weltmeisterschaft der Division II, Gruppe B
- 2012 Aufstieg in die Division I, Gruppe B, bei der Weltmeisterschaft der Division II, Gruppe A